# Sophia Jablonska
Sophie Jablonska-Oudin (Oekraïens: Софія Яблонська-Уден) (Tarasivka (Oblast Lviv), 15 mei 1907 – Île de Noirmoutier, 4 februari 1971) is een Oekraïens schrijfster, journaliste en fotografe. Ze woonde van 1915 tot 1921 met haar ouders in Rusland, en trok in 1927 naar Parijs. Vervolgens ging ze reizen, en schreef daarover in tijdschriften en reisboeken. In de jaren 1930 was ze de enige Oekraïense vrouw die door China en de rest van Azië reisde. In 1950 komt ze met haar man en drie kinderen naar Parijs, en woont ze afwisselend in Parijs en Île de Noirmoutier, waar ze als architect villa's ontwerpt. 
Tijdens haar reizen schreef ze drie reisboeken, The Charm of Morocco in 1932, dat verhaalt over haar reizen door Marokko. In 1936 schrijft ze From the Country of Rice and Opium, dat gaat over China, en in 1939 Distant Horizons. De honderden foto's in de boeken fotografeerde Jablonska zelf. 
Na haar overlijden komen nog twee werken uit. In 1972 komt Two Scales–Two Measures uit, een verzameling korte verhalen. In 1977 komt A Book about My Father: From My Childhood uit, een memoire aan haar vader.

## Privé
Jablonska is de moeder van de Franse politicus Jacques Oudin, en leefde een groot deel van haar leven in Parijs.
- Bibliothèque nationale de France: cb11908355w (data)
- Gemeinsame Normdatei: 117607363X
- International Standard Name Identifier: 0000 0000 7979 793X
- Library of Congress Control Number: n83033256
- Nationale Bibliotheek van Tsjechië: js20191042063
- Nationale bibliotheek van Australië: 35165487
- Système universitaire de documentation: 026932318
- Trove: 848546
- Virtual International Authority File: 91652340
- WorldCat: E39PBJdgWmVkPDxrwqDgxdKrv3